# Борраля
Борра́ля (порт. Borralha; МФА: [bu.ˈʁa.ʎɐ]) — колишня парафія в Португалії, в муніципалітеті Агеда. Перебувала у складі округу Авейру.  Входила до регіону Центр. За старим адміністративним поділом, що був чинним до 1976 року, територія парафії належала провінції Берегова Бейра.  Ліквідована 28 січня 2013 року. Увійшла до складу парафії Агеда і Борраля. Площа парафії — 9,25 км², населення — 2230 ос. (2011), густота населення — 241,08 осіб/км²
. Патрон — Діва Марія. Поштовий індекс — 3750. Код  — 010120.

## Географія

Агеда (2013)
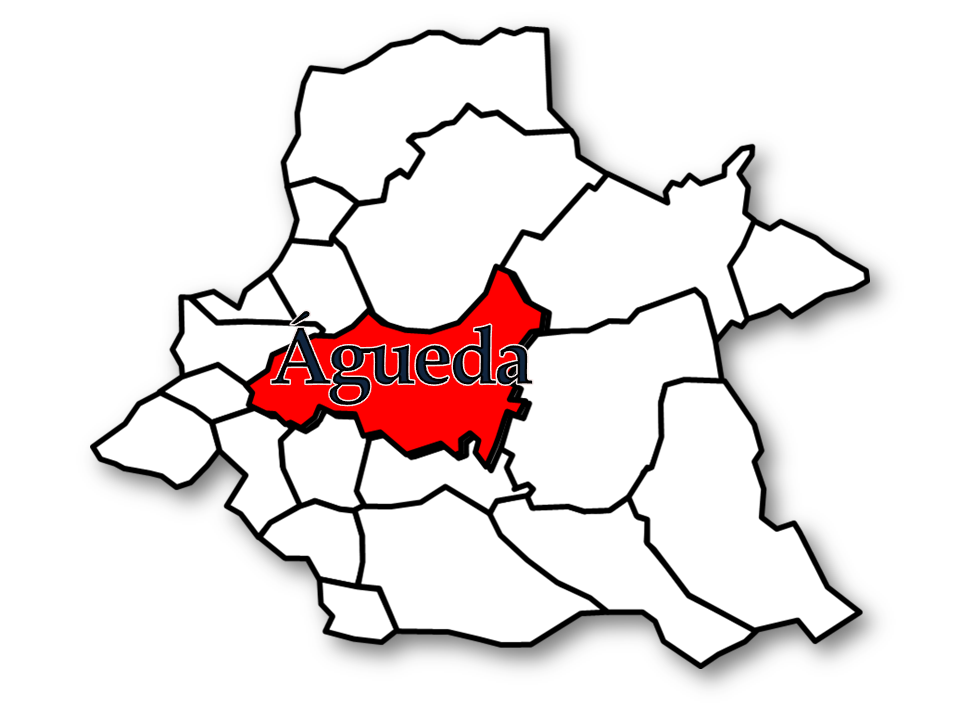
Агеда
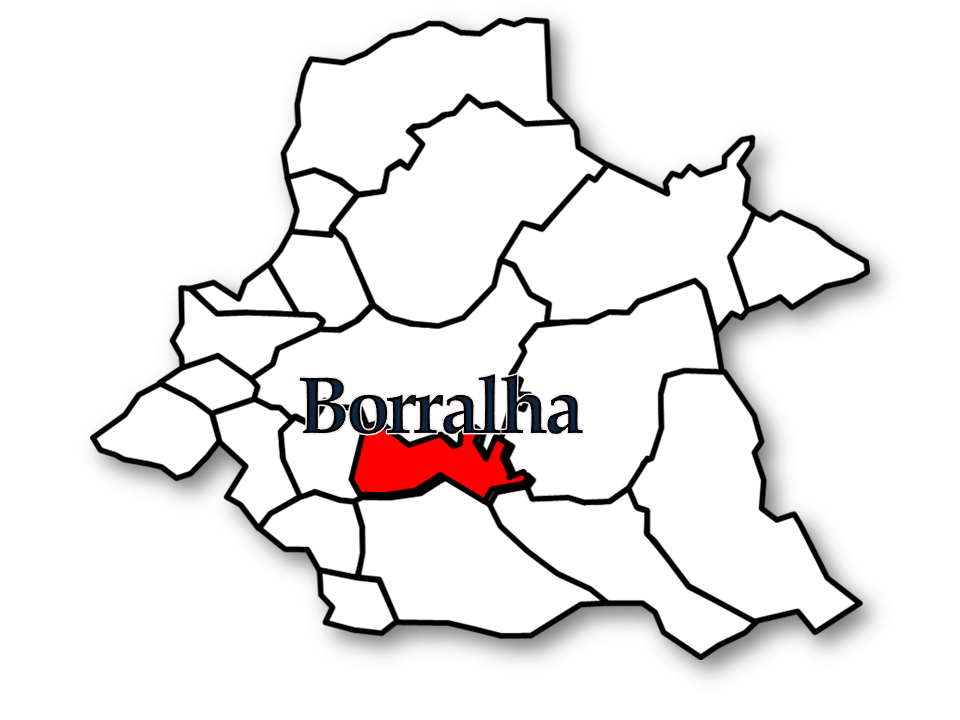
Борраля

## Населення
| 1991  | 2001  | 2011  |
| 2.001 | 2.221 | 2.230 |